# های اسپارو (بازی تاج‌وتخت)
«های اسپارو» (انگلیسی: High Sparrow) قسمت سوم از فصل پنجمِ مجموعهٔ تلویزیونیِ خیال‌پردازانهٔ بازی تاج‌وتخت و قسمت ۴۳ از کلِ این سریال است.
فیلم‌نامه‌نویس‌های این قسمت دیوید بنیاف و دی. بی. وایس و کارگردان آن مارک مایلود است که نخستین کارگردانی وی در این مجموعه محسوب می‌شود. این قسمت در ۲۶ آوریل ۲۰۱۵ منتشر شد و پیش از پخش تلویزیونی آن، ۴ قسمت پیشین سریال به‌طور غیرقانونی به اینترنت راه یافته بود.